# Unicorn (araña)
Unicorn («un cuerno», en latín) es un género de arañas duende (familia Oonopidae) de Sudamérica, que contiene siete especies que se dan predominantemente en regiones semidesérticas de gran altitud de Bolivia, Chile y Argentina. Los individuos son relativamente grandes para ser arañas duende, midiendo hasta 3,0 mm (0,12 pulgadas) de longitud corporal. El nombre del género hace referencia a un característico saliente puntiagudo entre los ojos y las mandíbulas de los machos. En al menos una especie, se han encontrado puntas rotas de los pedipalpos de los machos dentro de los genitales de las hembras, postulado como un medio de competencia espermática. Las especies de Unicorn poseen varios rasgos que sugieren que es un miembro relativamente «primitivo» de los Oonopidae, y se clasifica con otras arañas duende similares de cuerpo blando en la subfamilia Sulsulinae.

## Descripción
La longitud del cuerpo de las especies del género Unicorn oscila entre 2,2 y 3,0 mm (desde el extremo del cefalotórax hasta el final del abdomen, excluidas las patas). El cefalotórax, de color amarillo, mide de 1 a 1,2 mm de longitud (alrededor del 40-49% de la longitud del cuerpo, según la especie) y a menudo posee una mancha central gris con cuatro líneas que irradian hacia los ojos. El abdomen es blanco con dibujos oscuros en forma de cheurón en la superficie dorsal y, en algunas especies, un par de líneas oscuras en la parte inferior. El cuerpo está cubierto de una densa capa de pelos largos y rígidos (setae). Las patas son largas, delgadas y amarillas. Tiene seis ojos, más o menos del mismo tamaño, dispuestos en grupos de tres aproximadamente triangulares, con dos ojos que se juntan en el centro, formando una amplia «H» o pajarita. Las especies de Unicorn se consideran de «cuerpo blando», ya que el abdomen carece de las placas endurecidas que presentan muchas otras arañas duende. El abdomen posee seis hileras.

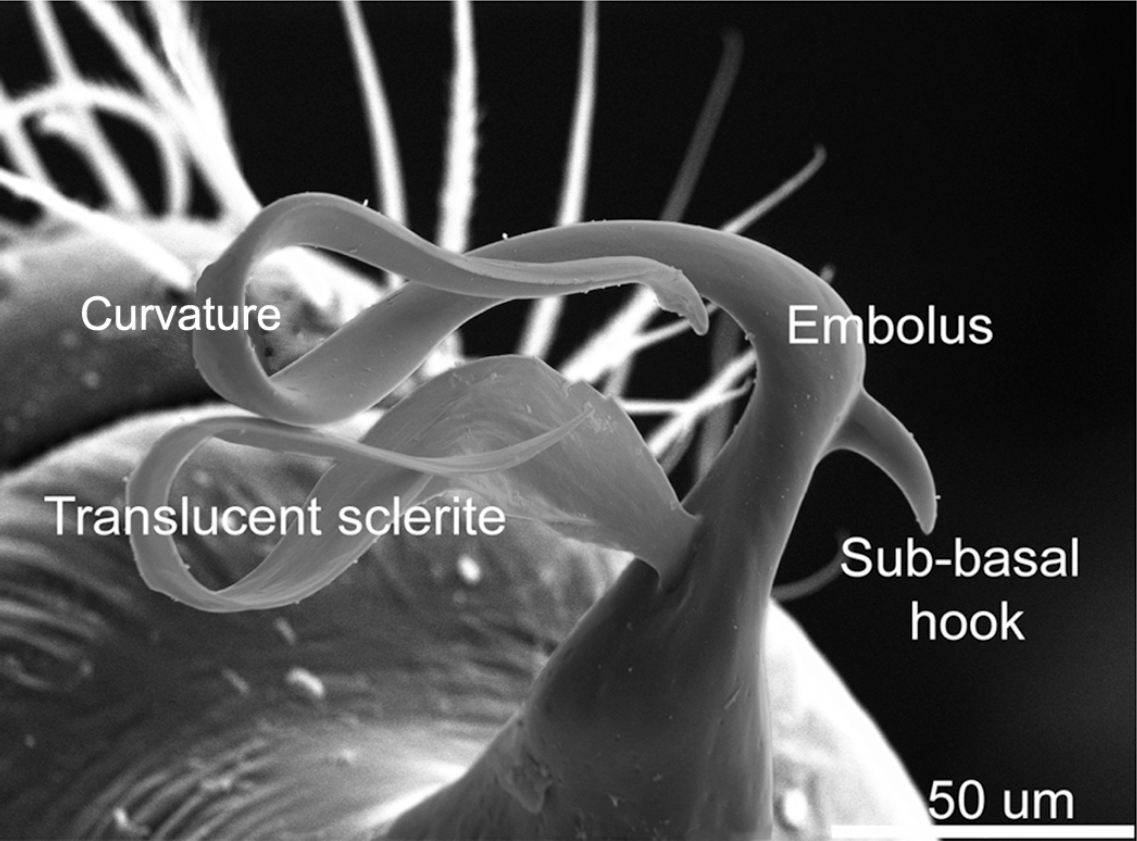
Pedipalpo masculino de U. catleyi mostrando el émbolo, el gancho sub-basal y el esclerito translúcido.

Los machos y las hembras presentan algunas diferencias morfológicas: las mandíbulas (quelíceros) de los machos son más largas y delgadas que las de las hembras; las tibias palmares de los machos -el penúltimo segmento de los pedipalpos- son más grandes que las de las hembras; y sólo los machos poseen un «cuerno clypeal», una proyección del clypeus hacia delante rodeada de largos pelos rígidos, de donde deriva el nombre del género Unicornio («un cuerno» en latín).
El bulbo copulador de los machos (el órgano de transferencia de esperma en la punta de los pedipalpos), termina en una punta estrecha y curvada llamada émbolo, que en Unicornio lleva un gancho en su base y va acompañado de una extensión curvada similar llamada esclerito translúcido.

## Reproducción
Como la mayoría de las arañas, los pedipalpos de los machos maduros acaban en un bulbo que termina en un saliente delgado y curvado llamado émbolo, a través del cual se libera el esperma durante el apareamiento. Se han observado hembras de U. catleyi con puntas de émbolo rotas alojadas en sus genitales. Se ha planteado la hipótesis de que se trata de un tipo de «tapón de esperma» o tapón copulatorio, en el que, al romper una parte de su anatomía (un proceso conocido como mutilación genital o rotura genital), un macho impide físicamente que otros machos se apareen con éxito con la hembra, uno de los muchos tipos de competencia espermática en los animales.  Una alternativa a la función de competencia de esperma es que la mutilación genital podría permitir a los machos escapar más rápidamente y evitar ser canibalizados después del apareamiento, aunque se cree que esta función es poco probable en Unicornio ya que no hay diferencias significativas de tamaño entre los sexos, y el canibalismo es más común cuando las hembras son mucho más grandes que los 
machos.  Tapones espermáticos de varios tipos, incluyendo sustancias gelatinosas o cerosas, se han observado en al menos 41 familias de arañas, y generalmente se piensa que aseguran la paternidad. La U. catlyei es una de las pocas arañas duende conocidas o sospechosas de utilizar tapones espermáticos.

## Hábitat
La mayoría de las especies de Unicorn se han encontrado en elevaciones de entre 1.000 y 4.000 m sobre el nivel del mar, muchas de ellas en regiones semidesérticas. La U. socos se ha recolectado a 360 m en Chile central. Las arañas son difíciles de detectar en el campo y la mayoría de las especies se han recolectado con trampas. Son poco comunes en las colecciones de museos y no se sabe casi nada sobre su historia natural.

## Especies y distribución

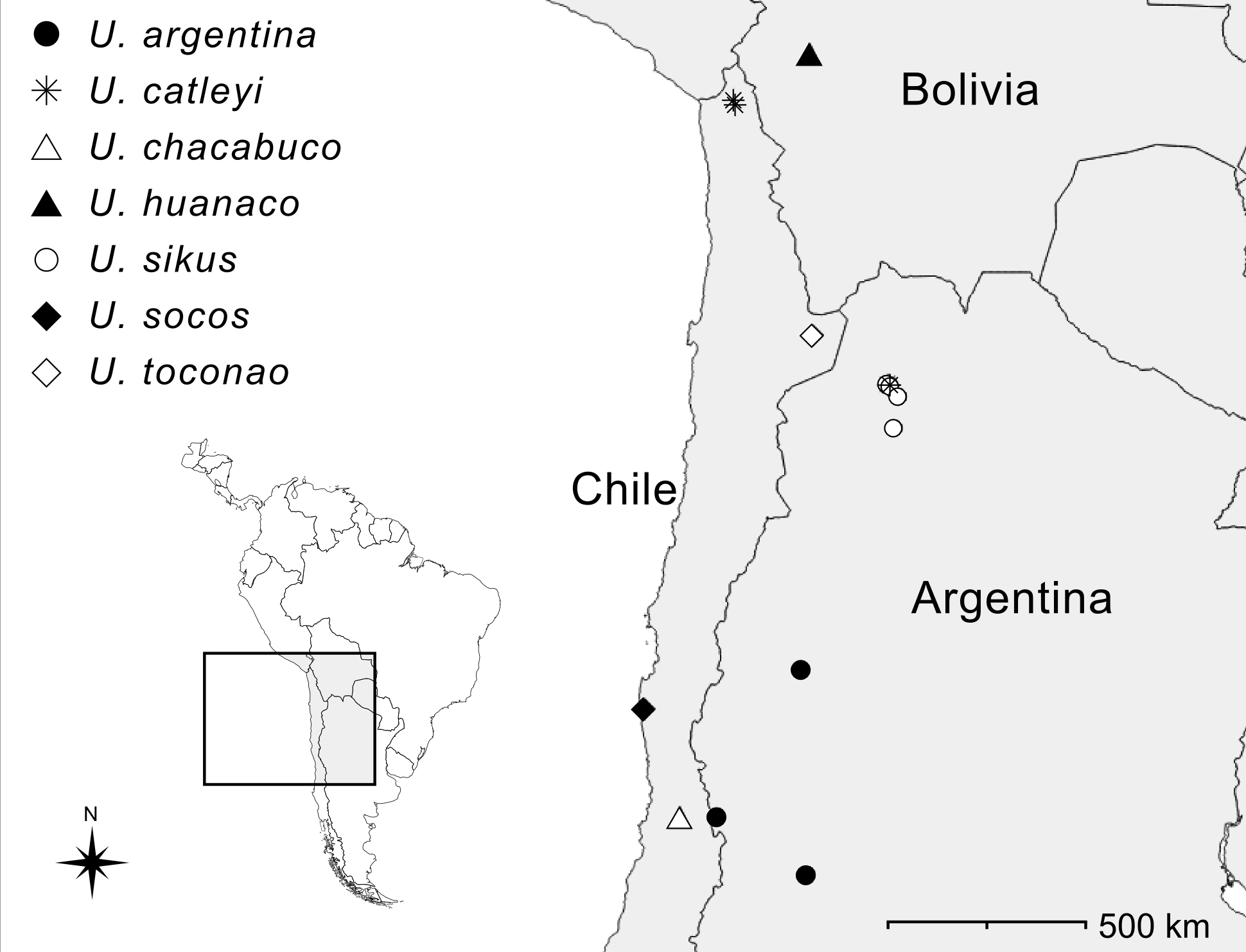
Distribución de las especies de unicornios en Sudamérica

El género Unicorn fue establecido en 1995 por Norman Platnick y Antônio Brescovit, para englobar cinco especies recientemente descritas y una especie, U. argentina, que había sido descrita previamente como una especie de Orchestina. Una séptima especie fue descrita en 2010. La especie tipo de Unicornio es U. catleyi. Las especies de Unicorn se encuentran en el centro y norte de Chile, oeste de Argentina y Bolivia.
- Unicorn argentina (Mello-Leitão, 1940) - Oeste de Argentina
- Unicorn catleyi Platnick & Brescovit, 1995 - Norte de Chile y noroeste de Argentina
- Unicorn chacabuco Platnick & Brescovit, 1995 - Provincia de Chacabuco, Chile central
- Unicorn huanaco Platnick & Brescovit, 1995 - Departamento de La Paz, Bolivia
- Unicorn sikus González, Corronca & Cava, 2010 - Provincia de Salta, noroeste de Argentina
- Unicorn socos Platnick & Brescovit, 1995 - Provincia de Limarí, Chile central
- Unicorn toconao Platnick & Brescovit, 1995 - Provincia de Antofagasta, norte de Chile

## Clasificación
Unicorn es miembro de la familia Oonopidae (oonópidos o arañas duende), que contiene más de 1.500 especies en todo el mundo. Dentro de los oonópidos, Unicorn se clasifica en la subfamilia Sulsulinae, que contiene otros géneros de cuerpo blando como Xiombarg y Dalmasula. Debido a ciertas características de los ojos y las mandíbulas que se asemejan a las encontradas en otras familias, y que están modificadas de manera diferente en muchos otros oonópidos, Platnick y Brescovit sugirieron que Unicorn se encontraba entre los miembros más primitivos o basales de la familia Oonopidae, lo que fue corroborado por un estudio de 2014 que examinó las similitudes de ADN entre los Oonopidae, encontrando que Unicorn y otros sulsulinos divergieron antes que casi todos los demás oonópidos.